# Freziera uniauriculata
Freziera uniauriculata là một loài thực vật thuộc họ Theaceae. Đây là loài đặc hữu của Bolivia.